# Albert Wilhelm (fregattskepp)
Albert Wilhelm var ett fregattskepp som hade signalbokstäverna HNMK. Hon byggdes vid det södra varvet i Oskarshamn år 1866-1867 som tidigare även var benämnd "Grålle Johanssons" varv. Varvet hade sin plats vid den södra delen av hamnen, i närheten av järnvägsstationen och det ägdes av bröderna Gustaf och Fredrik Johansson. Skeppsbyggmästaren var Carl Thorén.
Skeppet hade en längd på 55,8 meter och lastkapacitet på ca 1000 ton. Hon var byggd i materialen ek och furu och var en sk. tremastad fullriggare. Carl Edvard Björk var delägare och redare för skeppet genom företaget Björk & Engström som hade sitt säte i Göteborg, där också fartyget var i tjänst. Ytterligare ett antal personer från Göteborg var även de delägare i skeppet och delaktiga till att skeppet byggdes.
Kölsträckning skedde i december 1865 och skeppet fick sitt namn efter riksdagsmannen Albert Wilhelm Björck, bror till delägaren. I Oskarshamns-Posten för lördagen den 26 januari 1867 kunde man läsa att skeppet vid sin jungfrufärd hade en besättning på 16 man och befälhavare och kapten var P. A. Hellberg.

## Förlisningen
Albert Wilhelm förliste efter 16 års tjänst år 1883 natten till den 27 januari utanför norska sydkusten. Fartyget var på resa från Göteborg till franska Port Vendres fylld med sin last av träprodukter och järn.

## Vrakplats
Skeppet ligger på ett djup av cirka trettio meter, där hon sjönk strax utanför ön Store Nibe i Norge.